# Masque (comics)
Pour les articles homonymes, voir Masque (homonymie).
Masque est un super-vilain évoluant dans l'univers Marvel de la maison d'édition par Marvel Comics. Créé par le scénariste Chris Claremont et le dessinateur Paul Smith, le personnage de fiction apparaît pour la première fois , dans Uncanny X-Men #169 en mai 1983.

## Biographie du personnage
Masque est un mutant faisant partie de la communauté des Morlocks dirigée par Callisto. Quand des nouveaux arrivants souhaitent rejoindre cette communauté vivant dans les égouts de New York, Masque déforme leur visage pour couper les liens qu'ils ont avec le monde du dessus.
Il est plusieurs fois opposé aux X-Men.
Indésirable chez les Morlocks, il rejoint un autre groupe, les Tunneliers. 
Après le massacre des Morlocks commis par les Maraudeurs, il est protégé par Facteur-X mais les quitte vite, ne partageant pas leur idée de paix entre mutants et humains.
Il remplace Callisto à la tête des Morlocks, capturant et transformant des sans-abris pour accroître les rangs de la communauté. Il capture ensuite Callisto, la faisant devenir belle pour la torturer. Mais elle est sauvée par Colossus.
Plus tard, il pourchasse une jeune mutante nommée Féral qui trouve refuge dans le repaire de Cable. Durant le combat, il est laissé pour mort par Shatterstar.
Il disparaît pendant un temps, apprenant dans l’intervalle à mieux contrôler son pouvoir et prend la forme d'une femme pour travailler dans l'Arène au Japon. Il capture de nouveau Callisto et fait muter ses bras en tentacules verts. Aidée de Tornade, elles se rebellent, Masque finissant par être vendu à l’esclavagiste alien Tullamore Voge.

## Pouvoirs et capacités
Masque est un mutant qui peut altérer l'apparence physique de toutes les personnes qu'il touche, d'un simple détail à une modification totale.
- À l'origine Masque était incapable de modifier sa propre apparence mais, depuis une mutation secondaire, il est capable de le faire.
- Il semble qu’il puisse guérir de ses blessures en modifiant son corps.